# Área urbana del Gran Londres

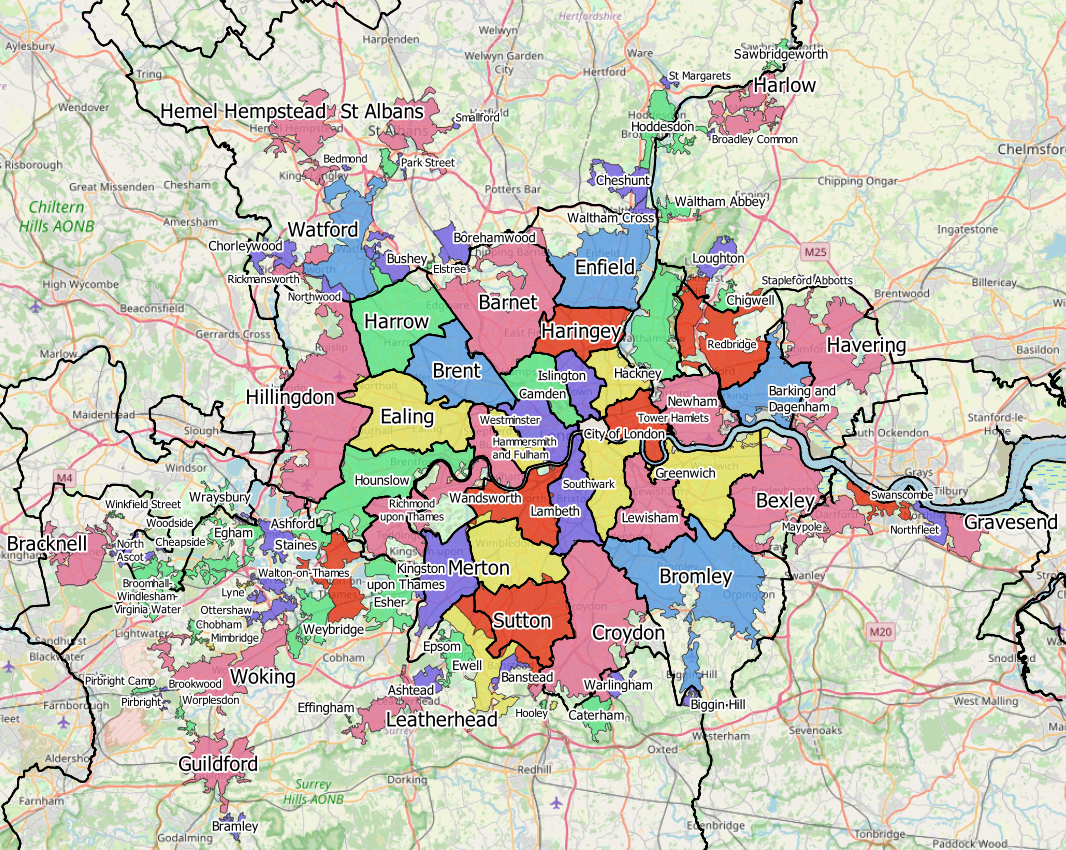
Mapa con etiquetas y fronteras administrativas del área urbana del Gran Londres-

El área urbana del Gran Londres (en inglés: Greater London Built-up Area o Greater London Urban Area), es una conurbación ubicada en el sureste de Inglaterra que abarca la extensión continua de la dispersión urbana de Londres, incluyendo las ciudades y poblaciones urbanas adyacentes según lo define la Oficina Nacional de Estadísticas (ONS). Es la mayor área urbana del Reino Unido, con una población de 9,787,426 habitantes en 2011.

## Descripción general

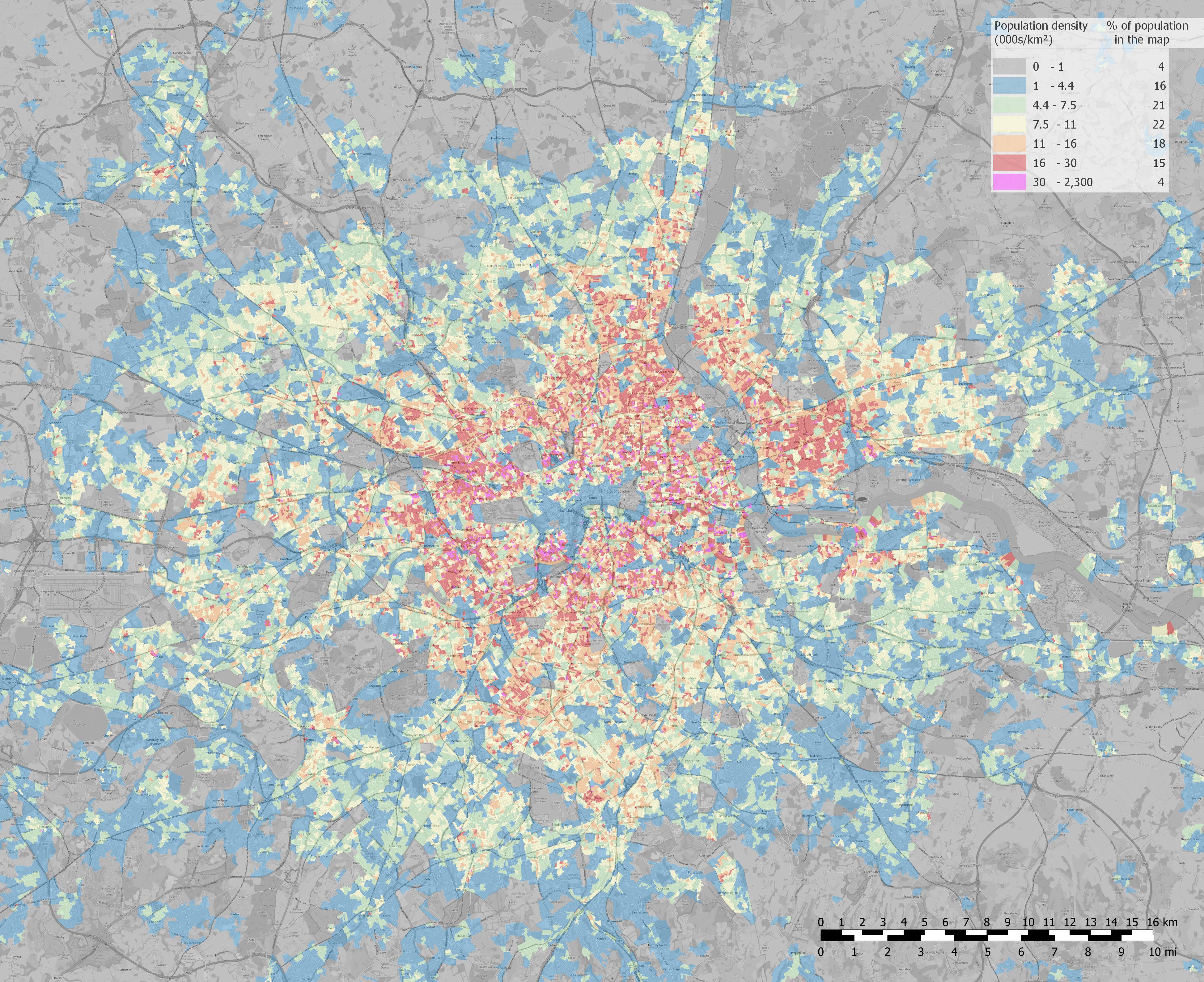
Mapa de densidad poblacional.

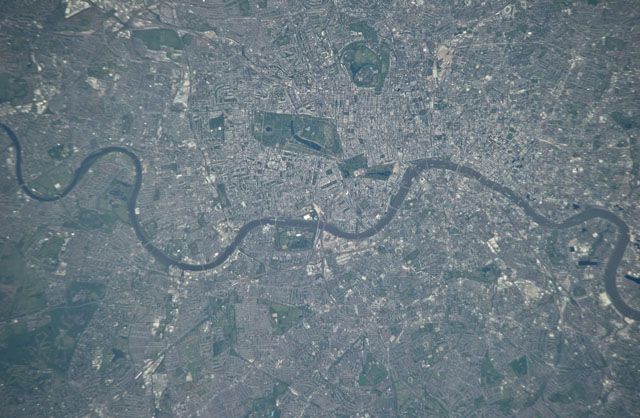
Vista satelital de las partes internas del área urbana del Gran Londres.

El área urbana del Gran Londres tenía una población de 9,787,426 habitantes y ocupaba una superficie de 1,737.9 km² según el censo de 2011.
Incluye la mayor parte de la región del Gran Londres, excluyendo la mayoría de sus áreas boscosas, pequeños distritos con zonas de amortiguamiento, el Lee Valley Park y las dos principales plantas de tratamiento de aguas residuales de Londres junto al río Támesis. Fuera de los límites administrativos de la región, abarca asentamientos suburbanos contiguos y algunas poblaciones satélites densamente pobladas conectadas por desarrollo en cinta. Su límite exterior está restringido por el Cinturón Verde Metropolitano, por lo que es considerablemente más pequeño que el área metropolitana más amplia de Londres.[cita requerida]
Como una agrupación selectiva de áreas de baja a media densidad (y algunas de alta densidad) definidas por el sistema de codificación de la ONS, cada una con aproximadamente 120 hogares, puede compararse con la región de Londres, que cubre 1,572 km² y albergaba a 8,173,194 residentes en el censo de 2011.
El área urbanizada del Gran Londres se extiende más allá de los límites administrativos de la región en algunos lugares, mientras que en otros no los alcanza. Por esta razón, la densidad del área urbana del Gran Londres es un 8.3% mayor que la del Gran Londres, ya que esta última incluye áreas rurales periféricas (especialmente en los distritos de Hillingdon, Enfield, Havering y Bromley). Ambas áreas son drenadas por el río Támesis. Esta zona consume alrededor de 4 gigavatios de energía eléctrica.

## Historia
El gradiente de densidad de las ciudades en proceso de industrialización ha seguido un patrón específico: la densidad del centro urbano aumentaba durante la urbanización y la población permanecía altamente concentrada en el núcleo, con un rápido descenso en el asentamiento hacia la periferia. Luego, con el crecimiento económico continuo y la expansión de las redes de transporte público, las personas (especialmente la clase media) migraban lentamente hacia los suburbios, suavizando gradualmente el gradiente de densidad poblacional. Este punto se alcanzaba generalmente cuando la ciudad llegaba a cierta etapa de desarrollo económico. En Londres, esto ocurrió en la primera mitad del siglo XIX; en París, hacia finales del siglo; y en Nueva York, a principios del siglo XX.
Sin embargo, Londres ya había comenzado a expandirse más allá de sus límites medievales dentro de la City de Londres desde el siglo XVIII, cuando experimentó su primer gran auge urbano. Las áreas al oeste de Westminster se desarrollaron cada vez más para los ricos, quienes residían en los suburbios de la ciudad.
Un aumento dramático en la expansión urbana de la ciudad comenzó en el siglo XIX, cuando los trabajadores llegaron en masa desde el campo para laborar en las nuevas fábricas que entonces surgían. Se construyeron grandes desarrollos de pequeñas casas adosadas, y los nuevos sistemas de transporte público —(el Metro, autobuses y tranvías)— permitieron a los trabajadores desplazarse diariamente al centro. También surgieron distritos suburbanos alrededor del núcleo urbano para aquellos que deseaban escapar de las condiciones insalubres de la ciudad industrial.
A mediados del siglo XIX, las primeras áreas suburbanas importantes comenzaron a aparecer alrededor de Londres, ya que la ciudad (entonces la más grande del mundo) se volvía más superpoblada e insalubre. Un catalizador clave en el crecimiento de la expansión urbana fue la apertura del Metropolitan Railway en la década de 1860. Esta línea conectó el corazón financiero de la capital en la City de Londres con lo que se convertirían en los suburbios de Middlesex. Harrow se desarrolló en 1880 y la línea eventualmente se extendió hasta Verney Junction en Buckinghamshire, a más de 80 km de Baker Street y el centro de Londres.
A diferencia de otras compañías ferroviarias, que debían deshacerse de terrenos excedentes, el Met pudo conservar los terrenos que consideraba necesarios para futuros usos ferroviarios. Inicialmente, estos terrenos fueron gestionados por el Land Committee, y, desde la década de 1880, se desarrollaron y vendieron a compradores residenciales en lugares como Willesden Park Estate, Cecil Park cerca de Pinner y Wembley Park. En 1919, anticipando un auge inmobiliario tras la guerra, se formó Metropolitan Railway Country Estates Limited, que desarrolló urbanizaciones en Kingsbury Garden Village cerca de Neasden, Wembley Park, Cecil Park y Grange Estate en Pinner, y Cedars Estate en Rickmansworth, creando lugares como Harrow Garden Village.

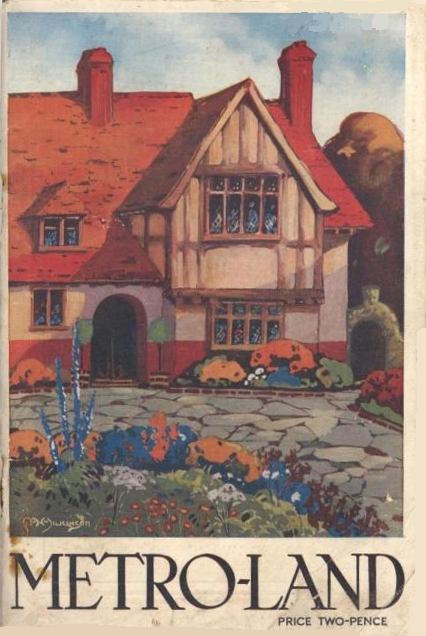
Portada de la guía Metro-Land publicada en 1921, promoviendo un estilo de vida suburbano.

A principios del siglo XX, con la creciente afluencia de la clase media, surgieron grandes suburbios de baja densidad con casas pareadas alrededor de la ciudad, duplicando el área urbanizada de Londres durante el período de entreguerras, aunque la población solo creció un 10% en ese tiempo. H. G. Wells incluso predijo en 1902 que, en cien años, la mayor parte del sur de Inglaterra habría sido absorbida por una gigantesca conurbación centrada en Londres.

## Subdivisiones del censo de 2011
En el censo de 2011, la Oficina Nacional de Estadísticas definió el Área Urbana del Gran Londres como compuesta por los siguientes componentes:

### Región de Londres
La región de Londres consta de 33 distritos: la City de London, los 12 municipios de Londres interior (incluyendo la City de Westminster), y los 20 municipios de Londres exterior.
- Barking y Dagenham
- Barnet
- Bexley[Nota 2]
- Brent
- Bromley
- Camden
- City de Londres
- City de Westminster
- Croydon
- Ealing
- Enfield
- Greenwich
- Hackney
- Hammersmith y Fulham
- Haringey
- Harrow
- Havering
- Hillingdon
- Hounslow
- Islington
- Kensington y Chelsea
- Kingston upon Thames
- Lambeth
- Lewisham
- Merton
- Newham
- Redbridge
- Richmond upon Thames
- Southwark
- Sutton
- Tower Hamlets
- Waltham Forest
- Wandsworth

### Surrey
- Addlestone
- Ashford
- Ashtead
- Banstead
- Bramley
- Brookwood
- Broomhall/Windlesham/Virginia Water
- Caterham
- Chertsey
- Chobham
- Claygate
- Cobham
- Effingham
- Egham
- Epsom
- Esher
- Ewell
- Guildford
- Hooley
- Leatherhead
- Lyne
- Mimbridge
- Netherne-on-the-Hill
- Ottershaw
- Pirbright
- Pirbright Camp
- Shepperton[Nota 3]
- Staines-upon-Thames
- Sunbury[Nota 3]
- Walton-on-Thames
- Warlingham
- Weybridge
- Woking
- Worplesdon

### Hertfordshire
- Bedmond
- Borehamwood
- Bushey
- Cheshunt
- Chorleywood
- Elstree
- Hemel Hempstead
- Hoddesdon
- How Wood
- Northwood
- Park Street
- Rickmansworth
- Sawbridgeworth
- Smallford
- St Albans
- St Margarets
- Waltham Cross
- Watford

### Berkshire
- Binfield
- Bracknell
- Cheapside
- North Ascot
- Winkfield Street
- Woodside
- Wraysbury

### Essex
- Broadley Common
- Chigwell
- Harlow
- Loughton
- Stapleford Abbotts
- Waltham Abbey

### Kent
- Dartford
- Gravesend
- Greenhithe
- Maypole
- Northfleet
- Stone
- Swanscombe

## Áreas omitidas
En el censo de 2011, las siguientes áreas fueron consideradas áreas urbanizadas pero quedaron fuera del Área Urbanizada del Gran Londres, a pesar de estar dentro del Gran Londres. Todas estas áreas tenían poblaciones menores a mil habitantes, excepto New Addington BUA y Harefield BUA, con poblaciones de 22,280 y 6,573 respectivamente. Estas son áreas urbanizadas según la definición de la Oficina Nacional de Estadísticas y sus límites difieren de los de los asentamientos que les dan su nombre.
- Berry's Green
- Crews Hill
- Cudham
- Downe
- Harefield
- Hazelwood
- New Addington
- Royal National Orthopaedic Hospital

## Subdivisiones del censo de 2001
En el censo de 2001, la Oficina Nacional de Estadísticas definió el Área Urbana del Gran Londres como compuesta por los siguientes componentes:

### Región de Londres
Dentro de la región, había 33 componentes correspondientes a la City de Londres y los municipios de Londres. Sin embargo, los límites de la ONS no son idénticos a los de las autoridades locales, y áreas periféricas como Biggin Hill en Bromley quedan excluidas.
- Barking y Dagenham
- Barnet
- Bexley
- Brent
- Bromley
- Camden
- Croydon
- Ealing
- Enfield
- Greenwich
- Hackney
- Hammersmith y Fulham
- Haringey
- Harrow
- Havering
- Hillingdon
- Hounslow
- Islington
- Kensington y Chelsea
- Kingston upon Thames
- Lambeth
- Lewisham
- City de Londres
- Merton
- Newham
- Redbridge
- Richmond upon Thames
- Southwark
- Sutton
- Tower Hamlets
- Waltham Forest
- Wandsworth
- Westminster

### Fuera del Gran Londres

#### Sudeste de Inglaterra
- Addlestone
- Banstead / Tadworth
- Caterham y Warlingham
- Chertsey
- Dartford
- Egham
- Epsom and Ewell
- Esher / Molesey
- Gravesend
- Leatherhead
- Northfleet
- Ottershaw
- Shepperton
- Staines-upon-Thames
- Sunbury
- Sunningdale / Ascot
- Swanscombe
- Virginia Water
- Walton and Weybridge
- West End
- Windlesham
- Woking / Byfleet

#### Este de Inglaterra
- Bushey
- Cheshunt
- Chigwell
- Chorleywood
- Hemel Hempstead
- Hoddesdon
- Kings Langley
- Loughton
- Rickmansworth
- St Albans
- South Oxhey
- Waltham Abbey
- Watford

### Obras citadas
- Green, Oliver (1987). The London Underground: An illustrated history (en inglés). Ian Allan Publishing. ISBN 0-7110-1720-4.
- Jackson, Alan (1986). London's Metropolitan Railway (en inglés). David & Charles. ISBN 0-7153-8839-8.

- Datos: Q2447222
- Multimedia: Greater London Built-up Area / Q2447222